# U 862
U 862 war ein deutsches Unterseeboot vom Typ IX D2, das im Zweiten Weltkrieg von der Kriegsmarine eingesetzt wurde. Es war das einzige deutsche U-Boot, das im Pazifischen Ozean ein Schiff versenkte.

## Geschichte
Das am 7. Oktober 1943 von Kapitänleutnant Heinrich Timm in Dienst gestellte U 862 wurde zunächst für das Training der Besatzung als Ausbildungsboot der 4. U-Flottille in Stettin unterstellt. Zum 1. Mai 1944 wechselte U 862 als Frontboot zur 12. U-Flottille nach Bordeaux. In dieser waren alle U-Boote versammelt, die für einen Einsatz im Indischen Ozean vorgesehen waren. Nachdem U 862 das malaiische Penang erreicht hatte, trat es zur dort stationierten 33. U-Flottille.

### Erste Feindfahrt
Am 3. Juni 1944 stach U 862 von Narvik aus in See und erreichte am 9. September 1944 Penang. Auf dieser Feindfahrt versenkte es fünf Schiffe mit 28.018 BRT und schoss eine PBY Catalina ab.

### Zweite Feindfahrt
Am 18. November 1944 trat U 862 seine zweite Feindfahrt an. Nach einem Zwischenstopp in Batavia fuhr es in australische Gewässer. Dort fuhr Kptlt. Timm an der australischen Westküste entlang, bis er die Große Australische Bucht im Süden des Kontinents erreichte. Danach umfuhr er Tasmanien auf der Südseite und fuhr dann in Richtung Norden bis Sydney. Von dort setzte U 862 nach Neuseeland über und fuhr an der Ostküste in Richtung Süden. Am 15. Februar 1945 erreichte es wieder Penang. Auf dieser Feindfahrt versenkte es zwei Schiffe mit 14.356 BRT. Die dabei am 24. Dezember 1944 vor der südlichen Küsten von New South Wales versenkte Robert J. Walker und die am 6. Februar 1945 ebenfalls in der Tasmansee versenkte Peter Silvester waren die einzigen alliierten Schiffe, die im Pazifischen Ozean von einem deutschen U-Boot versenkt wurden.

### Verbleib

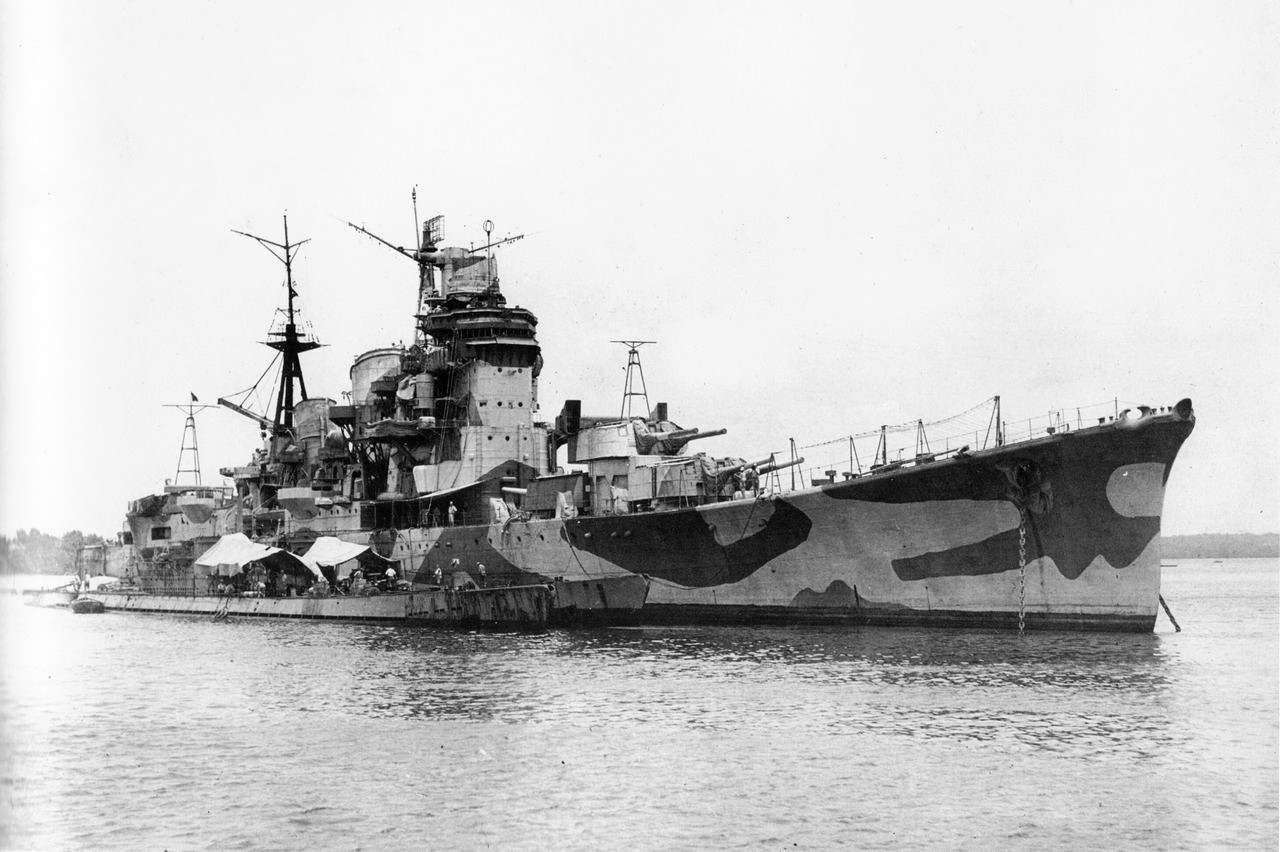
Die U-Boote I-501 (vormals U 181) und I-502 (vormals U 862) liegen 1946 nach der Kapitulation neben dem japanischen Kreuzer Myōkō in Singapur

Nach der deutschen Kapitulation am 8. Mai 1945 übernahm die japanische Marine das Boot und stellte es als I-502 in Dienst. Nach der japanischen Kapitulation am 2. September 1945 wurde es Kriegsbeute der Alliierten, die es am 13. Februar 1946 in der Straße von Malakka versenkten (Lage).

### Versenkungen
| Datum             | Schiffsname      | Flagge                 | BRT  | Tote | Fracht und Passagiere                               | Position |
| ----------------- | ---------------- | ---------------------- | ---- | ---- | --------------------------------------------------- | -------- |
| 25. Juli 1944     | Robin Goodfellow | Vereinigte Staaten     | 6885 | 68   | 8602 t Chrom                                        | Lage     |
| 13. August 1944   | Radbury          | Vereinigtes Königreich | 3614 | 23   | 4000–5000 t Kohle                                   | Lage     |
| 16. August 1944   | Empire Lancer    | Vereinigtes Königreich | 7037 | 42   |                                                     | Lage     |
| 18. August 1944   | Nairung          | Vereinigtes Königreich | 5414 | 92   |                                                     | Lage     |
| 19. August 1944   | Wayfarer         | Vereinigtes Königreich | 5068 | 51   |                                                     | Lage     |
| 24. Dezember 1944 | Robert J. Walker | Vereinigte Staaten     | 7180 | 2    | Ballast                                             | Lage     |
| 6. Februar 1945   | Peter Silvester  | Vereinigte Staaten     | 7176 | 33   | 2700 t US-Army Ausrüstung 317 Maulesel 107 Soldaten | Lage     |